# Yevguenia Shishkova
Yevguenia Vasílievna Shishkova (en ruso: Евгения Васильевна Шишкова; San Petersburgo, 18 de diciembre de 1972-Washington D. C., 29 de enero de 2025) fue una entrenadora de patinaje artístico y competidora rusa. Con su esposo Vadim Naumov, fueron campeones del mundo en 1994 y campeones de la final de la Serie de Campeones 1995-96.

## Trayectoria
La pareja de patinadores artísticos fueron presentados en 1985 por el entrenador de Naumov, quien quería que patinaran juntos.  Naumov inicialmente rechazó la idea porque no quería cambiar de pareja; sin embargo, después de una serie de pruebas él y Shishkova acordaron formar equipo.  Comenzaron a competir juntos en 1987. 
En 1991 ganaron el bronce en su primer Campeonato Europeo y quedaron en quinto lugar en el Campeonato Mundial . La temporada siguiente compitieron en sus primeros Juegos Olímpicos, los de 1992 en Albertville, Francia, donde quedaron en quinto lugar.
Ganaron su primera medalla mundial de bronce en el Campeonato Mundial de 1993 . Al año siguiente, la pareja quedó en cuarto lugar en los Juegos Olímpicos de Invierno de 1994 en Lillehammer, Noruega. Terminaron la temporada proclamándose campeones del mundo.
Consiguieron su tercera medalla mundial de plata en 1995. Entre 1991 y 1995 la pareja también ganó cinco medallas europeas. En febrero de 1996, ganaron el oro en la Final de la Serie de Campeones 1995-96 (más tarde rebautizada como Final del Gran Premio).
En el Campeonato Mundial de 1996quedaron terceros después del programa corto. En el programa largo, cuatro jueces dieron votos de primer lugar a Marina Eltsova/Andrei Bushkov, los medallistas de oro, y cuatro jueces votaron a favor de Shishkova / Naumov, sin embargo, las puntuaciones bajas de los otros cinco jueces los dejaron fuera del podio en cuarto lugar.
No formaron parte del equipo olímpico de invierno de 1998. Decidieron retirarse de la competición ISU en 1998 y patinar profesionalmente. La pareja ganó el Campeonato Mundial Profesional en abril de 1998. Luego pasaron a ser entrenadores y trabajaron en el Centro Internacional de Patinaje en Simsbury, Connecticut.  Se mudaron al Skating Club de Boston en febrero de 2017. 

## Vida personal y muerte
Shishkova y Naumov se casaron en San Petersburgo, Rusia, en agosto de 1995.  Se establecieron en Simsbury, Connecticut, en 1998.  Su hijo, Maxim Naumov, nació en agosto de 2001 y compite en individuales masculinos por los Estados Unidos.  
El 29 de enero de 2025, Shishkova y Naumov, junto con otros once patinadores, estuvieron entre los muertos en el vuelo 5342 de PSA Airlines, cuando chocó con un helicóptero del ejército de EE. UU. al aproximarse en el Aeropuerto Nacional Ronald Reagan de Washington. Su hijo Max no estaba a bordo del avión, según el Club de Patinaje de Boston, que perdió seis miembros en el accidente.